# Губернский, Игорь Владимирович
Игорь Губернский — российский эксперт в области ресторанного бизнеса, основатель и президент ежегодного Московского гастрономического фестиваля (включается Правительством Москвы в число наиболее важных городских событий), который проходит с 2005 года; председатель экспертного совета независимой ресторанной премии «Лавровый лист», учредитель и организатор ежегодного конкурса «Серебряный треугольник» на звание лучшего молодого повара России, организатор первого фестиваля Taste of Moscow. Основатель Фестиваля Moscow Restaurant Week, который проходит с 2016 года весной и летом.

## Биография
Родился в Москве 29 мая 1965 года. Получил физико-техническое образование.
В 2005 году принимает активное участие в организации и проведении Московского гастрономического фестиваля и независимой ресторанной премии «Лавровый лист».
С 2006 по 2009 годы выпускал справочник «Spoon:100 лучших ресторанов Москвы».
С 2010 года проводит конкурс «Серебряный треугольник» на звание лучшего молодого повара России.
В 2010 году участвовал в организации первых русско-французских гастрономических сезонов.
В 2012 году основал московскую версию гастрономического фестиваля Taste of Moscow.
В 2016 году основал фестиваль Moscow Restaurant Week
В 2019 году провел XV Московский гастрономический фестиваль с участием 100 лучших ресторанов Москвы.
По версии популярного портала Agrodolce.it входит в число наиболее влиятельных в мире людей в области гастрономии.
С 2013 года издает независимый ресторанный гид Rest IQ по лучшим ресторанам Москвы при поддержке бренда San Pellegrino и Acqua Panna, чьи гастрономические рейтинги признаны одними из наиболее авторитетных. В издание включены более 250 заведений — ресторанов и кафе, представляющих интерес как для гурманов-любителей, так и для профессионалов гастрономической индустрии.
Развивает кросс-культурное сотрудничество, организуя культурные обмены между странами в сфере гастрономии.